# Lampa (kommun i Chile)
Lampa är en kommun i Chile.   Den ligger i provinsen Provincia de Chacabuco och regionen Región Metropolitana de Santiago, i den mellersta delen av landet, 29 km nordväst om huvudstaden Santiago de Chile. Antalet invånare är 102034. Arean är 452 kvadratkilometer.
Terrängen i Lampa är varierad.
Trakten runt Lampa består till största delen av jordbruksmark. Runt Lampa är det mycket tätbefolkat, med 102034 invånare. invånare per kvadratkilometer.